# Philya longicauda
Philya longicauda är en insektsart som beskrevs av Albino Morimasa Sakakibara 1976. Philya longicauda ingår i släktet Philya och familjen hornstritar. Inga underarter finns listade i Catalogue of Life.